# Обшиярское сельское поселение
Обшиярское се́льское поселе́ние — муниципальное образование в Волжском районе Марий Эл Российской Федерации.
Административный центр — деревня Полевая.

## История
Статус и границы сельского поселения установлены Законом Республики Марий Эл от 18 июня 2004 года № 15-З «О статусе, границах и составе муниципальных районов, городских округов в Республике Марий Эл».

## Население
| 2002  | 2010  | 2011  | 2012  | 2013  | 2014  | 2015  |
| ----- | ----- | ----- | ----- | ----- | ----- | ----- |
| 2179  | ↘2158 | ↘2152 | ↘2146 | ↘2097 | ↘2016 | ↘2012 |
| 2016  | 2017  | 2018  | 2019  | 2020  | 2021  | 2023  |
| ↗2027 | ↘2020 | ↘2011 | ↘1979 | ↘1963 | ↘1567 | ↘1525 |

## Состав сельского поселения
В состав сельского поселения входят 4 посёлка и 5 деревень:
| № | Населённый пункт                  | Тип населённого пункта          | Население |
| - | --------------------------------- | ------------------------------- | --------- |
| 1 | 24 км Горьковской железной дороги | посёлок                         | ↘1        |
| 2 | Ильнетуры                         | деревня                         | ↘364      |
| 3 | Кичиер                            | посёлок                         | ↘210      |
| 4 | Кленовая Гора                     | посёлок                         | ↘414      |
| 5 | Коротково                         | деревня                         | ↗130      |
| 6 | Пекоза                            | деревня                         | ↗22       |
| 7 | Полевая                           | деревня, административный центр | ↗926      |
| 8 | Ромашкино                         | деревня                         | ↘61       |
| 9 | Яльчикский                        | посёлок                         | ↗30       |